# Marsdenia cremea
Marsdenia cremea är en oleanderväxtart som beskrevs av P.I. Forster. Marsdenia cremea ingår i släktet Marsdenia och familjen oleanderväxter. Inga underarter finns listade i Catalogue of Life.